# Joško Marušić
Joško Marušić (Split, 27 de març de 1952) és un autor croat de pel·lícules d'animació, caricaturista, il·lustrador i professor universitari.

## Biografia
Joško Marušić va néixer a Split el 1952, on es va graduar a l'escola secundària clàssica, i després, a la Facultat d'Arquitectura de la Universitat de Zagreb el 1975. Arquitecte d'educació, es dedica a la caricatura, cómics, il·lustracions, literatura, producció cinematogràfica, teoria de l'animació, i fins i tot va ser un famós personatge de televisió amb el seu propi programa de televisió, però el seu veritable amor i el focus de la seva obra és l'animació artística. És considerat un dels autors més importants de l'Escola de Cinema d'Animació de Zagreb. Les seves pel·lícules van guanyar un gran nombre de premis als festivals d'animació i curtmetratges més importants, sovint Grans Premis i altres premis importants: Annecy, Oberhausen, Ottawa, Zagreb, Londres, Miami, Chicago, Tampere, Brussel·les, Melbourne, Madrid, Rotterdam, Belgrad. així com el premi al millor curtmetratge al XIII Festival Internacional de Cinema Fantàstic i de Terror.
També va ser director artístic de l'estudi d'animació de Zagreb Film de 1987 a 1989, i de nou de 1992 a 1998. De 1992 a 1998, va ser director d'art del Festival Mundial de Cinema d'Animació de Zagreb (conegut com a Animafest Zagreb). Va ser membre de nombrosos jurats de cinema, fundador d'algunes escoles de cinema d'animació i professor visitant a diverses universitats europees. Va ser l'autor del concepte i el programa inaugurals i, el 1999, també el fundador i primer director del Departament d'Animació i Nous Mitjans (com un departament completament nou) a l'Acadèmia de Belles Arts, Universitat de Zagreb. Els seus textos i articles sobre teoria i història de l'animació es van publicar en llibres, almanacs i revistes cinematogràfiques. Va il·lustrar una trentena de llibres de curs i llibres il·lustrats per a nens, pels quals va guanyar els premis nacionals més prestigiosos. Publica contínuament dibuixos animats a revistes i diaris. Va fer tres exposicions individuals de dibuixos a tinta de colors. Va escriure diversos llibres: alguns de dibuixos animats, assaigs autobiogràfics, obra literària-històrica il·lustrada, llibres especialitzats en animació. Va guanyar el màxim premi nacional en cultura: medalla Orde de Danica Hrvatska (figura de Marko Marulić).

## Pel·lícules d'animació
Les seves pel·lícules van guanyar un gran nombre de premis als festivals de cinema d'animació més importants, sovint Grans Premis i altres premis importants.
El famós teòric i crític de l'animació Giannalberto Bendazzi va seleccionar la seva pel·lícula I Love You, too... (1991) per The Tour of Animation in 84 Films – Jewels of a Century, la seva selecció de les millors pel·lícules de la història de l'animació (Annecy, 2000).
- "Iznutra i izvana" (1977., Zagreb film)
- "Perpetuo" (1978., Zagreb film)
- "Riblje oko" (1980., Zagreb film)
- "Neboder" (1981, Zagreb film)
- špica Svjetskog festivala - Zagreb 1982.
- "Tamo" (1985., Zagreb film)
- "Lice straha" (1986., Zagreb film)
- "Kod kuće je najbolje" (1988., Zagreb film)
- "Okrenut će vjetar" (1990, Zagreb film)
- sèrie de dibuixos animats sobre "Eurocat" - per al Festival de la Cançó d'Eurovisió de 1990 a Zagreb
- moment destacat del festival de cinema Alpe Adria de Trieste
- "Svi za Hrvatsku" (1991., produkcija HTV)
- "I Love You Too..." (1991., Zagreb film)
- "Zoo-Zoom" (1994, Animagination – Lousanne, Švicarska)
- "Better Than Father" (1998., Fuji inc. – Tokyo, Japan)
- "Miss Link" (1999., Zagreb film)
- "U susjedstvu grada" (2006., Ars Animata Studio, Zagreb)
- "Duga" - dugometražni animirani film (2010., Riblje oko, Zagreb)
- "Zašto su došli vlakom" (2015., Zagreb film)
- "Eutanazija" (2018., Zagreb film)